# 興工街駅
興工街駅（こうこうがいえき）は、中華人民共和国遼寧省大連市沙河口区に位置する大連地下鉄1号線および大連有軌電車の駅である。

## 駅構造
- 島式ホーム1面2線の地下駅。

## 歴史
- 2015年10月30日 - 開業[3]。

## 隣の駅
大連公交客運集団
■大連地下鉄1号線
西安路駅 - 興工街駅 - 中長街駅
大連有軌電車201路
興工街駅 - 振工街駅
大連有軌電車202路
興工街駅 - 錦輝商城駅